# Josepa Serraviñals i Furió
Josepa Serraviñals i Furió (Barcelona, 4 d'octubre de 1899 - 21 de juny de 1986) va ser una pintora catalana activa durant la primera meitat del segle xx.

## Trajectòria artística
Formada a la Llotja, on el curs 1924-25 va obtenir una medalla d’argent en la categoria de colorit, la primera activitat professional que se li coneix és la seva participació en la primera edició de l’Exposició d’art de Barcelona organitzada per la Junta Municipal d’Exposicions al Palau de Belles Arts el 1921. Hi va presentar una natura morta.
Pocs anys després, el 1924, va prendre part en el concurs de paisatge Josep Masriera que organitzava la Reial Acadèmia Catalana de Belles Arts de Sant Jordi, amb l’obra Voltants de la Catedral de Barcelona. Carrer de la Pietat, que avui es conserva al museu d’aquesta entitat. Amb aquesta pintura va obtenir la medalla de plata compartida amb el pintor Josep Rovira Soler.
El maig de 1927 i el març de 1928 consta entre els participants de la segona i tercera edicions de l'exposició que l’Associació d’art va fer a les Galeries Laietanes de Barcelona. Josepa Serraviñals era cofundadora de l'entitat, formada per alumnes de la Llotja i fundada el 1926, junt amb els pintors Josep Amat i Pagès, Josep Barrenechea, Lola Bech i Beltran, Teresa Condeminas i Soler, Carmel Davalillo, Teresa Fábregas i Puig, Francesc Galofré i Suris, Lola Masalles, Manuel Rocamora, Ricard Tárrega i Maurici Vallsquer, entre d'altres.
També va participar en l'exposició d’art que la Junta de Museus va organitzar en el marc de l'Exposició Internacional de Barcelona de 1929 al Palau de Congressos. La primavera de 1930 va participar de nou en l'exposició de pintures i escultures a les Galeries Laietanes organitzada per l’Associació d’art. El desembre del mateix any i el març 1931 va prendre part en el concurs-exposició Barcelona vista pels seus artistes, les obres del qual es van exhibir al Palau de les Arts Decoratives, i en què va obtenir una menció honorífica concedida pel Reial Cercle Artístic de Barcelona. Poc després, l’any 1933, va presentar un estudi de noia a l’Exposició de Primavera que organitzava la Junta Municipal d’Exposicions d’Art, i que aquell any es va fer al Palau de Projeccions.
L'any 1969 va obtenir el diploma d’honor de l’Exposició Internacional i l’any 1973 es va poder veure obra seva a la galeria Blondel de Barcelona. El novembre d’aquell mateix any la pintora cedia una obra per a recaptar fons per al nou Hospital de Sant Joan de Déu.
Segons els historiadors, l’obra coneguda de Josepa Serraviñals mostra una bona formació i certs trets impressionistes.